# Guiomar Narváez
Guiomar Narváez (* 1937 in Caracas) ist eine venezolanische Pianistin und Musikpädagogin.

## Leben
Die Tochter des Komponisten und Dirigenten Antonio R. Narváez hatte an der Escuela de Música Juan Manuel Olivares Unterricht bei Juan Bautista Plaza, Antonio Ochoa, Ángel Sauce und der Pianistin Gerty Haas. Sie setzte ihre Ausbildung bei Richard Hauser, Alfred Uhl und Erwin Ratz an der Wiener Musikakademie fort.
Narváez war als Pianistin vorwiegend in Venezuela und anderen Ländern Amerikas aktiv, trat aber auch in Kairo, Beirut und Bagdad auf. Im Mittelpunkt ihres Repertoires steht die Musik lateinamerikanischer und karibischer Komponisten, und sie gilt als herausragende Interpretin der Werke Inocente Carreños.
Narváez unterrichtete an fast allen wichtigen Konservatorien Venezuelas. Sie begründete 1992 die Cáterdra Libre de Piano de Venezuela y Latinoamérica und die Klavierwettbewerbe El Valse Venezolano (1994) und El Piano Venezolano (2002). Sie ist Präsidentin der Fundación Vicente Emilio Sojo des musikwissenschaftlichen Instituts der Universität Caracas.
Narváez wurde für ihr Wirken u. a. mit dem Orden Teresa Carreño, dem Orden Andrés Bello und dem Orden Francisco Esteban Gómez in Gold ausgezeichnet.

## Diskografie
- Dúo Contratiempo mit Diana Franklin, 1982
- Valses Danzas Sueños, 1995
- Interpreta a Inocente Carreño, 1997
- Dúo Juan B. Plaza (América a 4 Manos) mit Beatriz Klien Ayala, 1998
- Venezuela Divina, 2000
- Suite De Las Siete Estrellas, 2001
- El piano venezolano en tiempos de Arturo Michelena (1863–1898), 2004
- Venezuela, Piano y Orquestra, 2007
- Begleit-CDs zu den Büchern Eduardo Serrano: Maestro de la música urbana und El mundo árabe en nuestra música

| Personendaten    | Personendaten                               |
| ---------------- | ------------------------------------------- |
| NAME             | Narváez, Guiomar                            |
| KURZBESCHREIBUNG | venezolanische Pianistin und Musikpädagogin |
| GEBURTSDATUM     | 1937                                        |
| GEBURTSORT       | Caracas                                     |